# Národní muzeum Čečenské republiky
Národní muzeum Čečenské republiky je nejvýznamnější muzejní instituce v Čečensku. Nachází se na Prospektu Putina v centru čečenského hlavního města Grozného.

## Historie muzea
Muzeum bylo založeno 7. listopadu 1924 místním sběratelem Borisem Scalliotim a původně se nacházelo ve dvou místnostech místní školy.  V roce 1936 se stalo hlavním muzeem čečensko-ingušské republiky. Za první a druhé čečenské války bylo muzeum výrazně poškozeno a 90 % sbírkových předmětů bylo zničeno či ukradeno. V poválečném období bylo muzeum obnoveno a roku 2012 byla dokončena nová budova muzea s centrální kupolí a čtyřmi nárožními věžemi v rozích, které svým stylem napodobují středověké horské věže, typické pro oblast Kavkazu. Současným ředitelem muzea je historik Vakha Adizovič Astalov.

## Sbírka muzea
Muzeum uchovává ve sbírce archeologické nálezy, mince, hudební nástroje, kroje, militárie a památky na prezidenta Achmata Kadyrova.